# 兆豐產物保險
兆豐產物保險股份有限公司，簡稱兆豐產險、兆豐保險，是一家總部設於中華民國臺北市中正區的財產保險公司，兆豐金融控股公司（兆豐金控）旗下子公司之一，前身為1921年成立之中國產物保險，為中國歷史最悠久之官方產物保險公司。

## 歷史
- 1921年11月1日，中國產物保險成立，創建初期由中國銀行投資，總部位於上海市。
- 1949年10月，中國產物保險申請設立台灣分公司。
- 1949年12月，中國產物保險總部隨中國銀行播遷台灣。
- 1971年12月15日，播遷台灣的中國銀行民營化，更名為中國國際商業銀行，以防止被取得聯合國席次的中共當局接收資產。
- 1972年2月1日，中華民國財政部奉行政院核准，將中央信託局產物保險處併入中國產物保險；中國產物保險改由國庫直接投資，納為財政部所屬保險事業機構。
- 1994年1月24日，中國產物保險股票在集中市場掛牌買賣。
- 1994年5月5日，中國產物保險民營化，為中華民國第一家民營化之國營產物保險公司。
- 2002年12月31日，中國產物保險以股份轉換方式轉換為兆豐金控100%持股之子公司。
- 2006年7月6日，中國產物保險更名為兆豐產物保險，英文名稱仍為「Chung Kuo Insurance」。

## 外部連結
- 兆豐產險 （页面存档备份，存于）（繁體中文）